# Quantum Vector
Vector — легкий розвідувальний БПЛА виробництва німецької компанії Quantum-Systems.
Є також альтернативна конфігурація Scorpion, що представлена в вигляді мультикоптера. Обидва варіанти мають спільний центроплан, конвертація одного в інший відбувається за допомогою змінних модулів: крил/роторів та хвоста.

## Опис
Vector має крило, що забезпечує підіймальну силу та три електродвигуни, що повертаються вгору для вертикального злету та посадки (eVTOL). Підіймальна сила Scorpion забезпечується трьома носійними гвинтами (мультикоптер).
Комплекси оснащуються змінними модулями, що дозволяють вести спостереження в оптичному та ІЧ-діапазоні. Також вони мають стабілізацію та вбудований штучний інтелект, що дозволяє, зокрема, автоматично відстежувати об'єкти.
Комплекси постачаються в спеціальній сумці для транспортування розміром 54×80×34,5 см, сумарна маса в похідному стані складає близько 8,2 кг (для Vector).

## ТТХ
Виробником заявлено такі характеристики:
|                    | Vector            | Scorpion          |
| ------------------ | ----------------- | ----------------- |
| Злітна вага        | 7,4 кг            | 7 кг              |
| Тривалість польоту | 180 хв            | 35 хв             |
| Дальність зв'язку  | 35 км             | 25 км             |
| Дальність польоту  | 180 км            | 19 км             |
| Швидкість          | 54—72 км/год      | 0—54 км/год       |
| Температура        | від -20°C до 45°C | від -20°C до 45°C |

## Оператори

### Україна
- Першу партію з 35 одиниць Vector було закуплено в серпні 2022 року. В січні 2023 року було замовлено 105 БПЛА, а в травні 2023 ще 300[3].

## Галерея

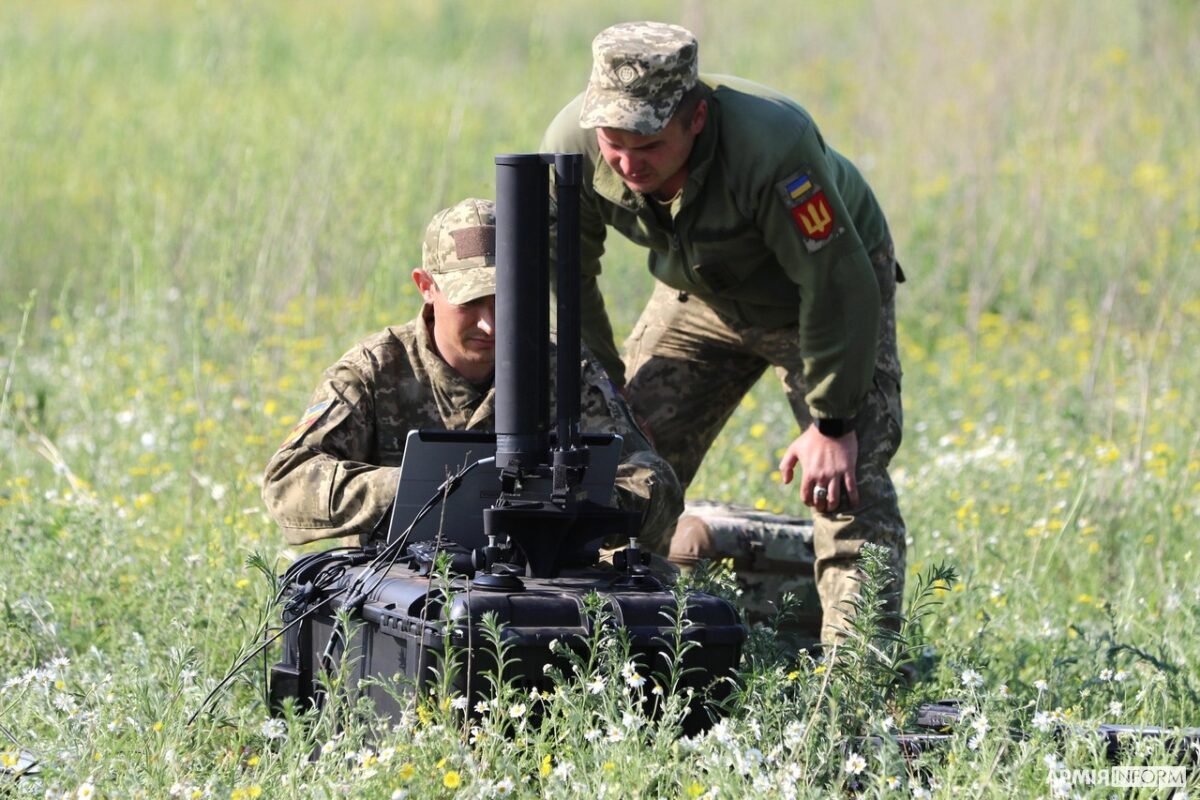
На службі однієї з артилерійських бригад Сил оборони
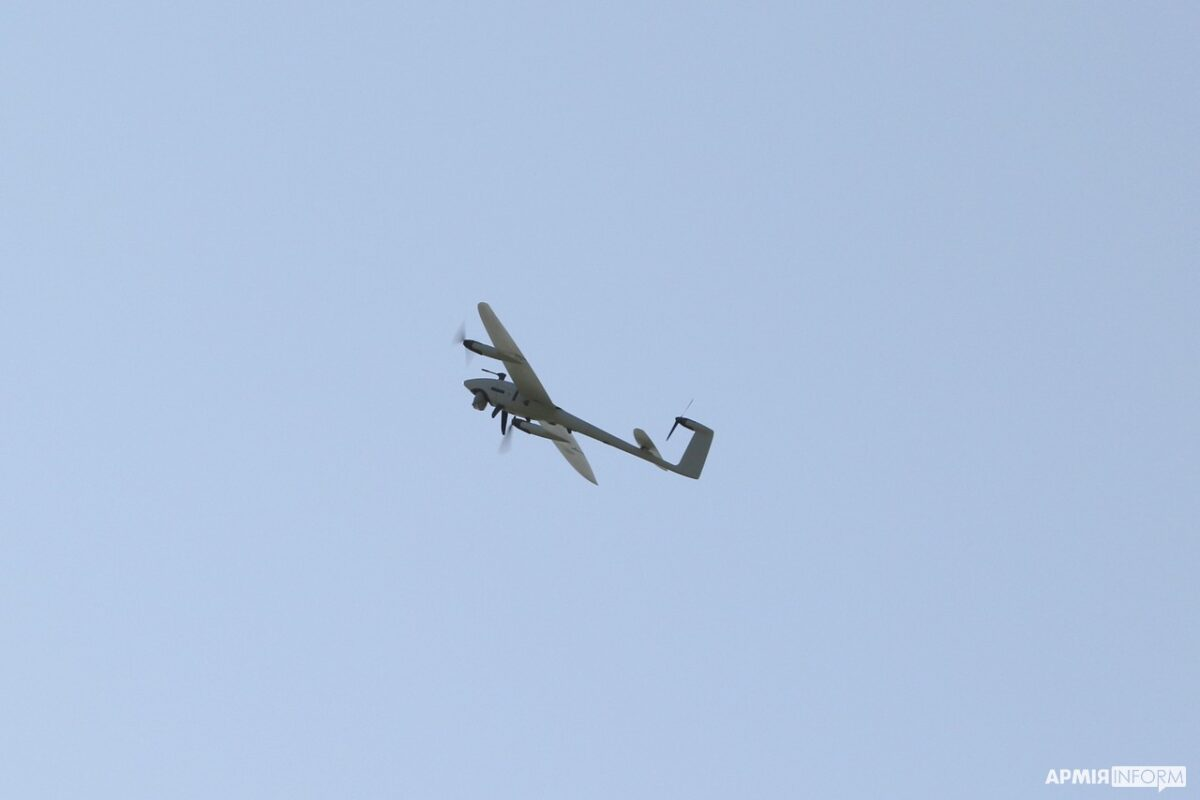
На службі однієї з артилерійських бригад Сил оборони